# Premi Joan Blanca
El premi Joan Blanca és un premi instituït per la regidoria de cultura catalana de la vila de Perpinyà (Catalunya del Nord) des de 1994.
S'atorga el setembre de cada any des de 1994 a dues personalitats que es consideri compromeses amb la defensa i la il·lustració de la cultura catalana i que hagin demostrat un veritable compromís i fidelitat a Perpinyà.
El guardó rep el nom de Joan Blanca, cònsol en cap de Perpinyà qui el 1474 refusà entregar les claus de la vila a l'exèrcit francès que assetjava la ciutat. Els francesos mataren el fill del cònsol i el rei d'Aragó va concedir Perpinyà el títol de Fidelíssima Vila.

## Guardonats
- 1994 - Sebastià Vergès i Renat Llech-Walter[2]
- 1995 - Margarida de Descatllar i Pau Roure
- 1996 - Pere Ponsich i Henri Jean Balalud
- 1997 - Renada Laura Portet i Pere Taillant
- 1998 - Solange Bauby i Rita Gual Casals
- 1999 - Araceli Sabaté i Jordi Barre
- 2000 - Eliane Comelade i Anita Jordà
- 2001 - Lluís Lliboutry i Pierrot Sielva
- 2002 - Alícia Marcet i Pere Verdaguer
- 2003 - Bringuet Ballester i Joan Iglesias
- 2004 - Patrick Gifreu i Miquela Valls i Robinson
- 2005 - Empar Noguer i Gabriel Massana
- 2006 - Odeta i Jordi Carbonell i Tries.
- 2007 - Gerard Jacquet i Cillie Motzfeldt
- 2008 - Pere Pujuila i Joan Miquel Touron
- 2009 - Jaume Queralt i Esteve Valls
- 2010 - Joan Pere Olivé i Maria Àngels Falqués[3]
- 2011 - Joan Pau Alduy i Bernat Guasch.[4]
- 2012 - Muriel Taurinyà i Nathalie Cursan, de la botiga Visca!, i Ramon Rébujent, directiu de la USAP.[5]
- 2014 – Carme Forcadell i Miquel Mayol[6]
- 2015 - Joana Serra, de la Llibreria Catalana, i Jocelyne Joussemet, promotora del català a les institucions[7]
- 2016 - Lluís Llach i Jaume Roure
- 2017 - Escoles Arrels, Escoles la Bressola, Coleta Planas
- 2018 - Pere Becque[8]
- 2019 - Cobla Mil·lenària i la Colla Gegantera de Perpinyà.[9]